# Charles-François Turinaz
Charles-François Turinaz, né le 2 février 1838 à Chambéry et mort le 19 octobre 1918 à Nancy, est un prélat, successivement, évêque de Tarentaise (1873-1882), puis de Nancy-Toul (1882-1918).

## Biographie

### Origines
Charles-François Turinaz naît le 2 février 1838 à Chambéry,. Il est le fils d'un officier, Théophile ayant participé aux guerres de l'Empire,. Il a pour oncle paternel, Jean-François Turinaz, notamment vicaire, puis archevêque de Tarentaise,. La famille Turinaz est originaire des Bauges.
Sa famille vit à Saint-Genix-d'Aoste.

### Formation
Il fait ses études au collège de la ville voisine de Pont-de-Beauvoisin, avant d'entamer des études au petit séminaire de Moûtiers,.
En 1859, il se rend à Rome parfaire sa formation.
Il devient docteur en théologie et en droit canonique.

### Carrière
Charles-François Turinaz est ordonné prêtre, le 20 septembre 1862,.
Il est vicaire à Notre-Dame de Chambéry, en octobre 1862, puis le mois suivant, il occupe la fonction de secrétaire de l'archevêque de Chambéry, Alexis Billiet,. Il est nommé en 1863 professeur de théologie et de droit canonique au grand séminaire de Chambéry,.
Il est nommé pour le siège épiscopal de Tarentaise, le 10 janvier 1873, puis confirmé le 21 mars 1873. Il est ordonné évêque le 11 juin 1873.
Il est élu le 1er juin 1876 membre de l'Académie des sciences, belles-lettres et arts de Savoie.
Charles-François Turinaz est transféré sur le siège de Nancy-Toul. Désigné le 23 mars 1882, sa désignation est confirmée le 30 mars 1882.

#### Catholicisme social et modernisme
Charles-François Turinaz lutte contre les persécutions des catholiques par les lois anticléricales du début du XXe siècle. Il est un farouche adversaire des inventaires, de la loi de séparation de l'Église et de l'État, et des associations cultuelles, mais aussi du modernisme de manière générale.[réf. nécessaire]
Avant même la publication en 1907 de l'encyclique antimoderniste Pascendi Dominici gregis, du pape Pie X, Mgr. Turinaz avait pris position contre ces menaces pour la foi et la discipline catholiques. En 1902, il publia un ouvrage intitulé "Les Périls de la foi et de la discipline", suivi en 1903 par "Encore quelques mots sur ces Périls". Ces publications dénonçaient les tendances modernistes qui préoccupaient de nombreux membres de l'Église à l'époque.
Il participe à la vulgarisation de la doctrine sociale de l'église, en soutenant l'encyclique Rerum Novarum du pape Léon XIII, mais s'oppose à la lecture du philosophe Georges Fonsegrive, auteur de la revue La Quinzaine, et penseur du Catholicisme social, qu'il juge trop socialisante. Le débat autour de ces idées modernistes suscita des réactions diverses au sein de l'Église catholique. En mars 1901, par exemple, le journal L'Acacia, organe de presse de la Franc-Maçonnerie, qualifia M. Fonsègre de « l'éminent professeur catholique, qui n'est presque pas catholique ou dont, tout au moins, le catholicisme ésotérique ne ressemble pas au catholicisme exotérique du catéchisme. » En réaction, Mgr. Turinaz prit position et condamna un article de M. Fonsègre intitulé Américanisme et Américains. Il considéra cet article comme contenant « une interprétation inexacte, erronée et très gravement injurieuse à l'égard de l'autorité du Saint-Siège apostolique et de la personne auguste de Léon XIII. »
Face au développement de Nancy, il est à l'origine de la construction de quelques églises, dont la Basilique du Sacré-Cœur de Nancy et « l'église du Montet » (la Basilique Notre-Dame-de-Lourdes de Nancy).[réf. nécessaire]
Il écrit le 15 septembre 1908 une lettre à l’abbé Léon Loevenbruck où il souligne qu’il n’est pas d’œuvre plus importante et d’une influence plus puissante que la fondation d’une paroisse et la construction d’une église paroissiale.[réf. nécessaire]
Le 1er août 1913, il est désigné archevêque titulaire d'Antioche-en-Pisidie (de), en complément de sa charge à Nancy.

### Mort et sépulture
Charles-François Turinaz décède, à Nancy, le 19 octobre 1918, à l'âge de 80 ans.
Le corps de Charles-François Turinaz repose selon sa volonté dans le transept gauche de la basilique du Sacré-Cœur de Nancy.
Polémiste, il est l'auteur d'environ 95 notices.

## Armoiries
Ses armes sont : D'or au coeur sommé d'une flamme de gueules et fascé d'une redorle doublement entortillée d'épines de sable qui est de Jésus ; au chef d'argent à la croix latine accolée d'un cep de vigne, avec canton d'azur à l'M surmontée d'une couronne d'argent.
Cri : Sursum corda. Devise : Misericordia et Veritas. Justitia et Pax.
En 1917, son blason présente de légères variantes : D'or au Sacré-Cœur de gueules au chef cousu d'argent chargé d'une croix de sable, entourée d'une vigne de sinople et posée sur un tertre du même ; au franc-canton dextre d'azur, chargé d'un M à l'antique d'argent ; à la filière d'argent.

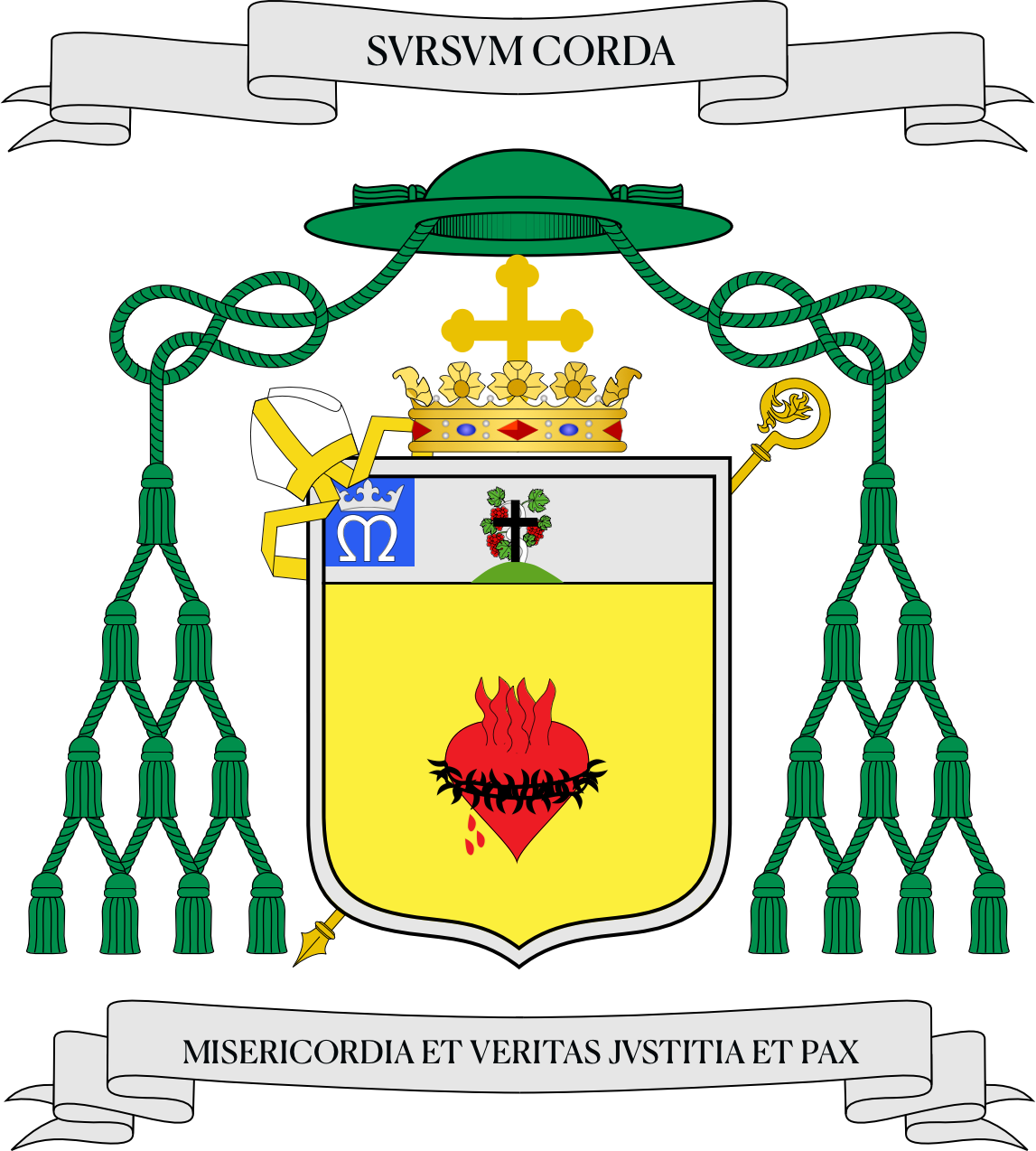
Armoiries de Mgr. Turinaz, évêque de Nancy et de Toul.
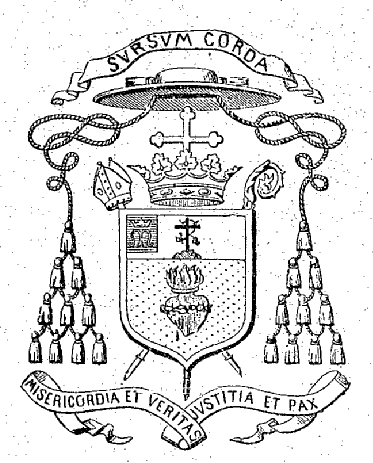